# Anders Eggert Magnussen
Anders Eggert Magnussen, tidigare Eggert Jensen, född 14 maj 1982 i Århus, är en dansk handbollstränare och tidigare handbollsspelare. Han är högerhänt och spelade som vänstersexa.

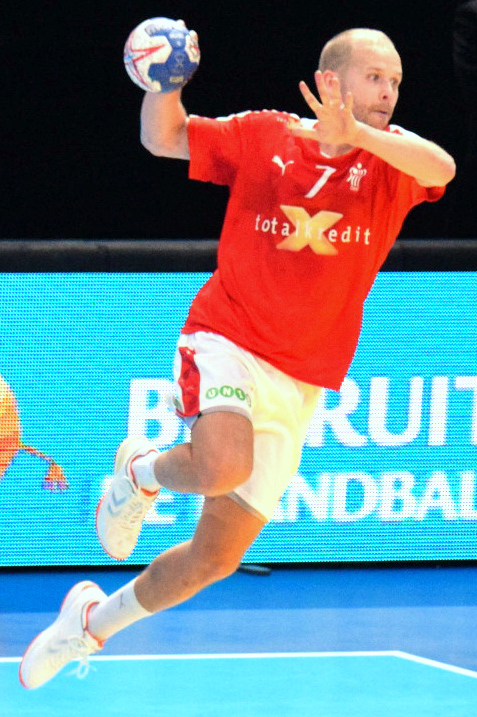
Anders Eggert i Danmarks landslag 2016.

## Karriär
Sin handbollsfostran fick Eggert i Brabrand där han spelade tills han var 17 år. Sedan följde fyra år i Voel/Silkeborg KFUM innan han började i den danska toppklubben GOG. Efter tre år där var han mogen för en proffskarriär i Tyskland. Han valde Flensburg Handewitt. Han spelade i tio år för det tyska klubblaget SG Flensburg-Handewitt i Handball-Bundesliga och stod för 461 matcher och otroliga 2531 mål för klubben. Anders Eggert blev en legendar i Flensburg. Han största framgång var titeln i Champions League 2014 då han och Lasse Svan lade sju mål vardera för Flensburg-Handewitt. Han avslutade sin karriär 2021 efter fyra säsonger i danska Skjern.

### Landslagskarriär[3]
Eggert Magnussen gjorde landslagsdebut den 6 juni 2003 i Flandern Cup i Antwerpen mot Serbien inför 8000 åskådare. Danmark vann matchen med 27–24 och Anders Eggert fick tre noteringar i målprotokollet. Under landslagskarriären var de största framgångarna 2 VM-silver 2011 och 2013 och 2012 EM-guld och 2014 EM-silver. I OS 2016 var Anders Eggert inte med. Sista landskampen var den 4 maj 2017 mot Ungern då han gjorde lika många mål som i debuten, tre. Anders Eggert har spelat 160 landskamper (581 mål) för Danmarks landslag.

## Tränarkarriär
Anders Eggert Magnussen är sedan 2022 assisterande tränare i danska KIF Kolding.

## Klubbar
Som spelare
- Braband (1987–1999)
- Voel/Silkeborg KFUM (1999–2003)
- GOG Svendborg TGI (2003–2006)
- SG Flensburg-Handewitt (2006–2017)
- →  Skjern Håndbold (lån, 2008–2009)
- Skjern Håndbold (2017–2021)

Som tränare
- KIF Kolding (assisterande) (2022–)

## Meriter

### Med landslaget
- VM-silver 2011 i Sverige med Danmarks herrlandslag i handboll
- EM-guld 2012 i Serbien med Danmarks herrlandslag i handboll
- VM-silver 2013 i Spanien med Danmarks herrlandslag i handboll
- EM-silver 2014 i Danmark med Danmarks herrlandslag i handboll

### Med klubblag
- Champions League 2014 med Flensburg-Handewitt[5]
- Tyska cupen 2014-2015 med Flensburg-Handewitt
- Vinnare av skytteligan i Bundesliga med 248 mål 2010-2011.

### Fotnoter
1. ↑  ”Verabschiedung von Anders Eggert”. https://www.youtube.com/watch?v=OS7WWaUEhUQ. Läst 19 mars 2019.
2. ↑  ”Anders Eggert stopper karrieren”. sport.tv2.dk. https://sport.tv2.dk/haandbold/2020-09-17-anders-eggert-stopper-karrieren. Läst 13 juli 2021.
3. ↑  ”Haslund info / Anders Eggert”. http://www.haslund.info/haandbold/10_herre/20_spillere/eggand.asp. Läst 19 mars 2019.
4. ↑  ”Anders Eggert til KIF Kolding”. kif.dk. https://www.kif.dk/anders-eggert-til-kif-kolding/. Läst 30 juni 2022.
5. ↑  ”Svenske målvakten hjälte i CL final”. https://www.svt.se/sport/artikel/svenskmalvakten-hjalte-i-cl-final. Läst 19 mars 2019.